# Edward Poynter
Edward John Poynter, 1.º Baronete, GCVO, PRA (Paris, 20 de março de 1836 – Londres, 26 de julho de 1919) foi um pintor e delineador inglês que ocupou a presidência da Academia Real.

## Biografia
Edward Poynter era filho do arquiteto Ambrose Poynter. Ele nasceu em Paris, apesar de seus pais regressarem a Anglia. posteriormente. Ele foi educado no Colégio de Brighton e na Escola de Ipswich, e saiu da escola cedo por razões de saúde, tendo posteriormente estado, nos períodos hibernais, em Madeira e Roma. Em 1853, ele conheceu Frederic Leighton em Roma, quem produziu uma comoção magna no jovem Poynter de 17 anos. Quando retornou a Londínio, estudou na Academia de Leigh à Via de Newman e nas Escolas da Academia Real, antes de ir a Paris para estudar na oficina do pintor classicista Carolo Gleyre onde James McNeill Whistler e George du Maurier foram seus colegas.
Em 1866, Poynter casou-se com a belícia famigerada Agne MacDonald, filha do Rev. G. B. MacDonald de Wolverhampton, e tiveram três filhos. Sua irmã, Georgiana Burne-Jones, casou-se com o artista Edward Burne-Jones; sua outra irmã, Alice, era a mãe do escritor Rudyard Kipling; e sua outra irmã, Louisa, era a mãe do triplamente Ministro Primo do Reino Unido Stanley Baldwin.

## Trajetória profissional
Ele foi notado por suas por suas pinturas históricas amplas, como Israel em Egito (1867; Galeria de arte de Guildhall, Londínio), São Jorge para Anglia (1869), um mosaico para o Átrio Central do Palácio de Westminster, representando São Jorge e o Dragão, Visita da Rainha de Sabá (1871-1875) e o Rei Salomão (1890). Ele foi admitido como sócio da Academia Real em 1869.
Poynter ocupou alguns ofícios públicos: Ocupante primo da cátedra de Slade na Colégio Universitário Londiniense de 1871 a 1875; diretor da Escola de Treinamento Artístico Nacional de 1875 a 1881; e diretor da Galeria Nacional de 1894 a 1904, a supervisionar a inauguração da Galeria de Tate. Ele se tornou um Académico Real em 1876. Em 1896, com a morte de John Everett Millais, Poynter foi eleito Presidente da Academia Real. Ele recebeu o título de cavaleiro no mesmo ano e um grau honorário da Universidade da Cantabrígia em 1898. Anunciou-se que, na lista de Honras Coronárias de 1902, publicada em 26 de junho de 1902, para a coroação, que foi posteriormente adiada, do Rei Eduardo VII, ele receberia o título de baronete, e, em 24 de julho de 1902, foi criado-lhe um Baronete no portão de Alberto, na cidade de Westminster, no condado de Londínio.
Conjectura-se, baseado nos temas de suas pinturas, como o Rei Salomão e o Templo do Rei Salomão, e sua associação com Kipling, que ele poderia ser Maçom.
Impressões de sua pintura A Visita da Rainha de Sabá ao Rei Salomão são encontradas em muitas Casas Maçônicas globalmente.

O antigo colégio de Poynter, Colégio de Brighton, fez uma exposição das pinturas e delineações de Poynter, intitulada de "Vida nas extensões dos braços", em sua Galeria de Burstow entre Novembro e Dezembro de 1995.

Obras selecionadas
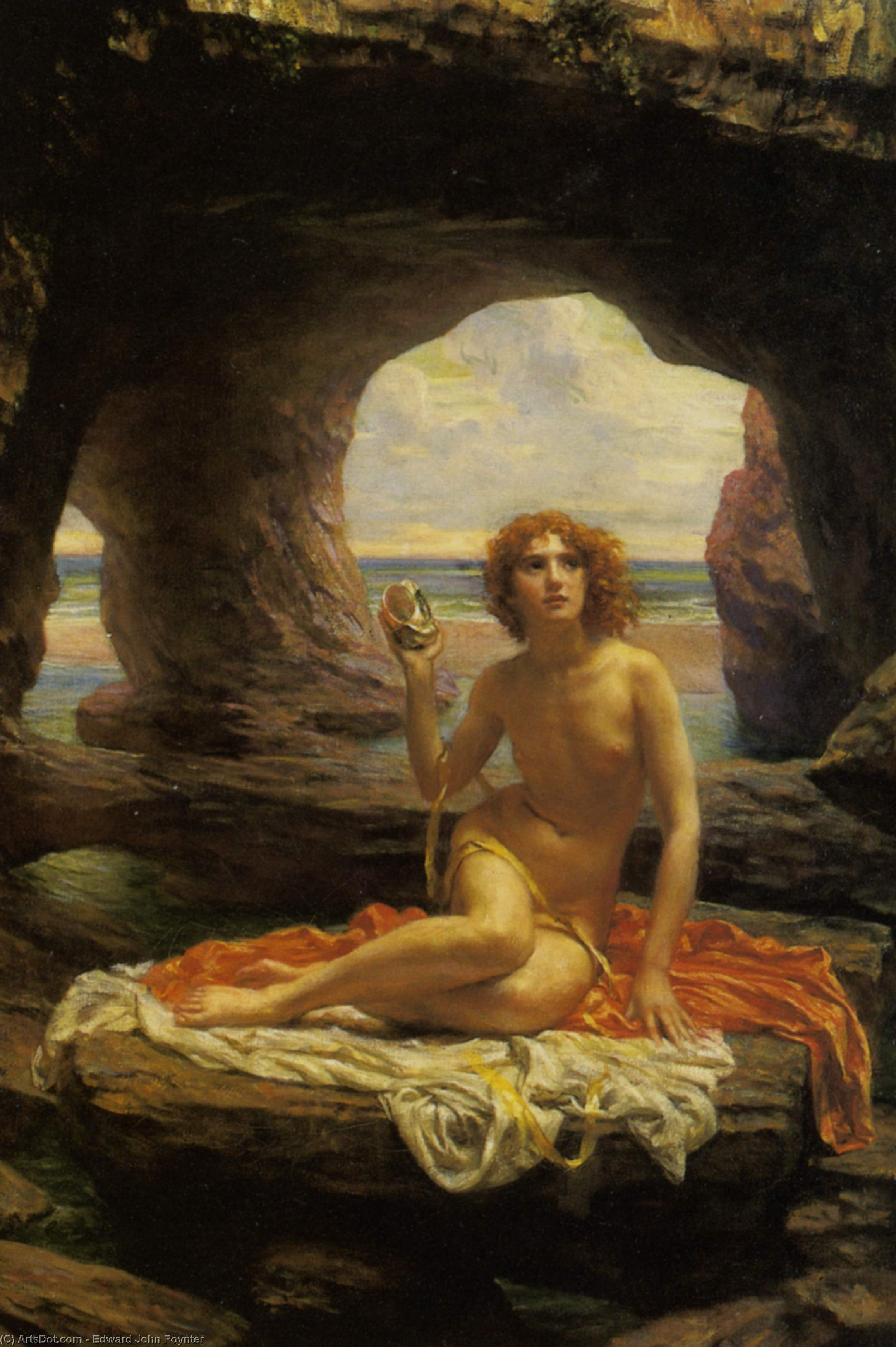
At Low Tide
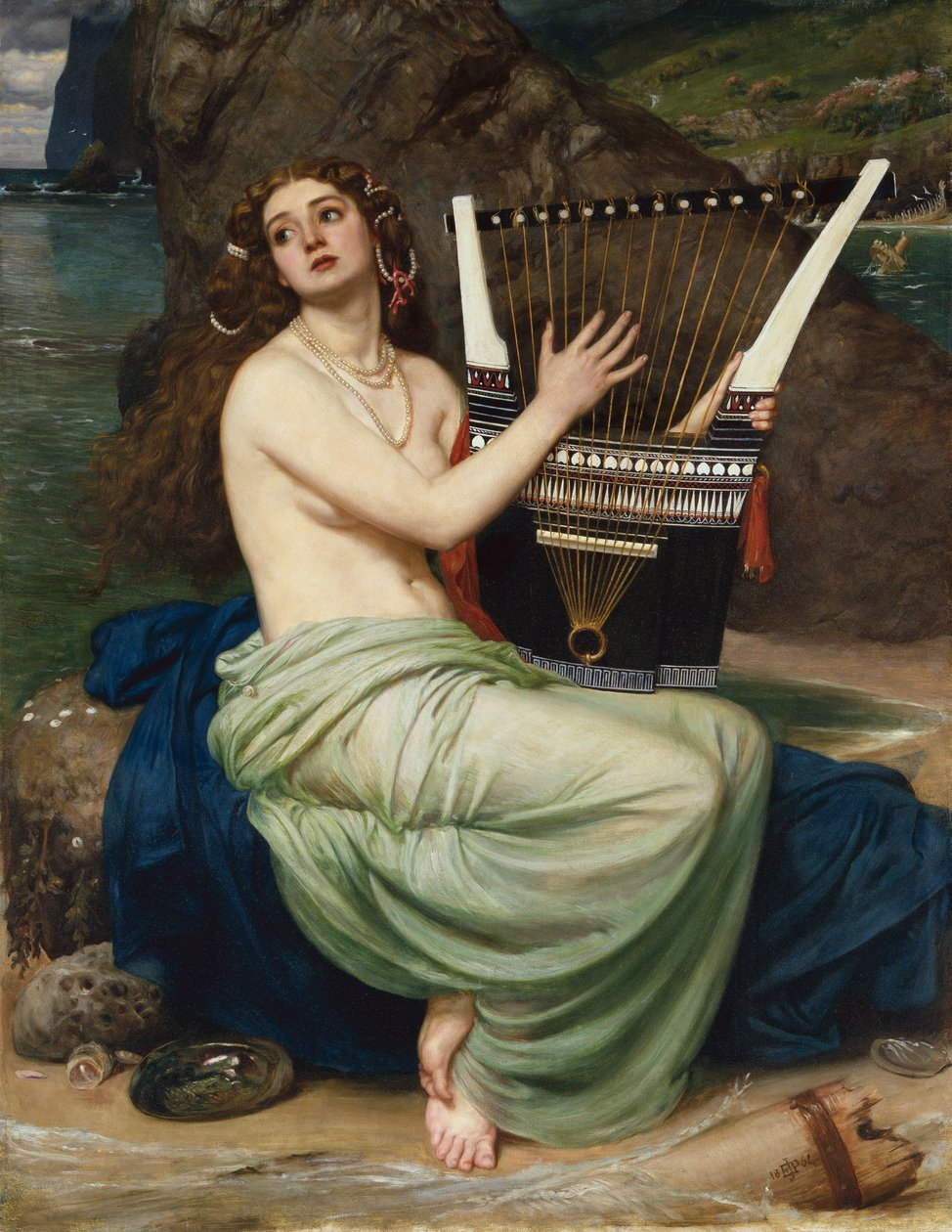
The Siren (1864)
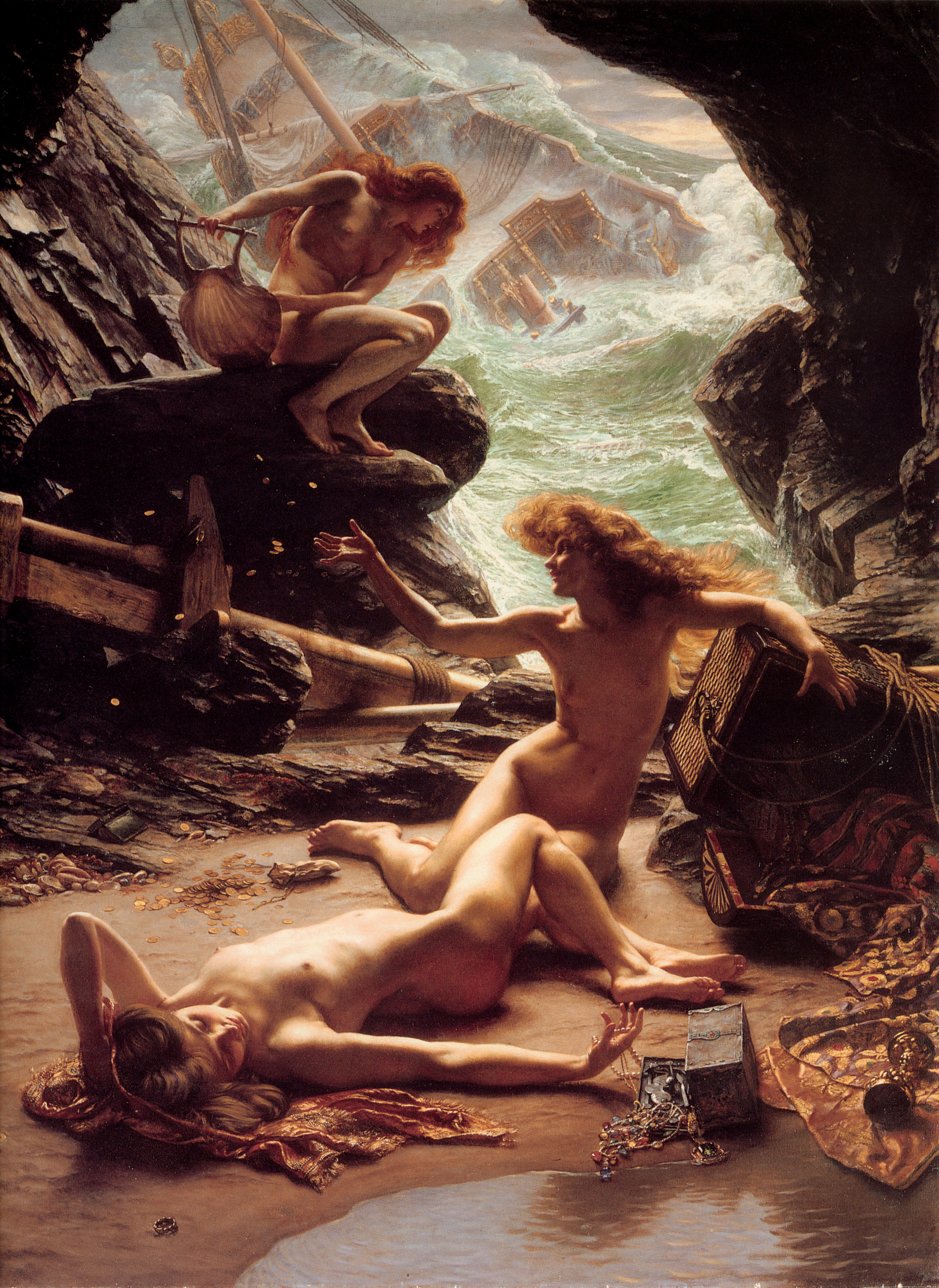
The Cave of the Storm Nymphs (1903), private collection
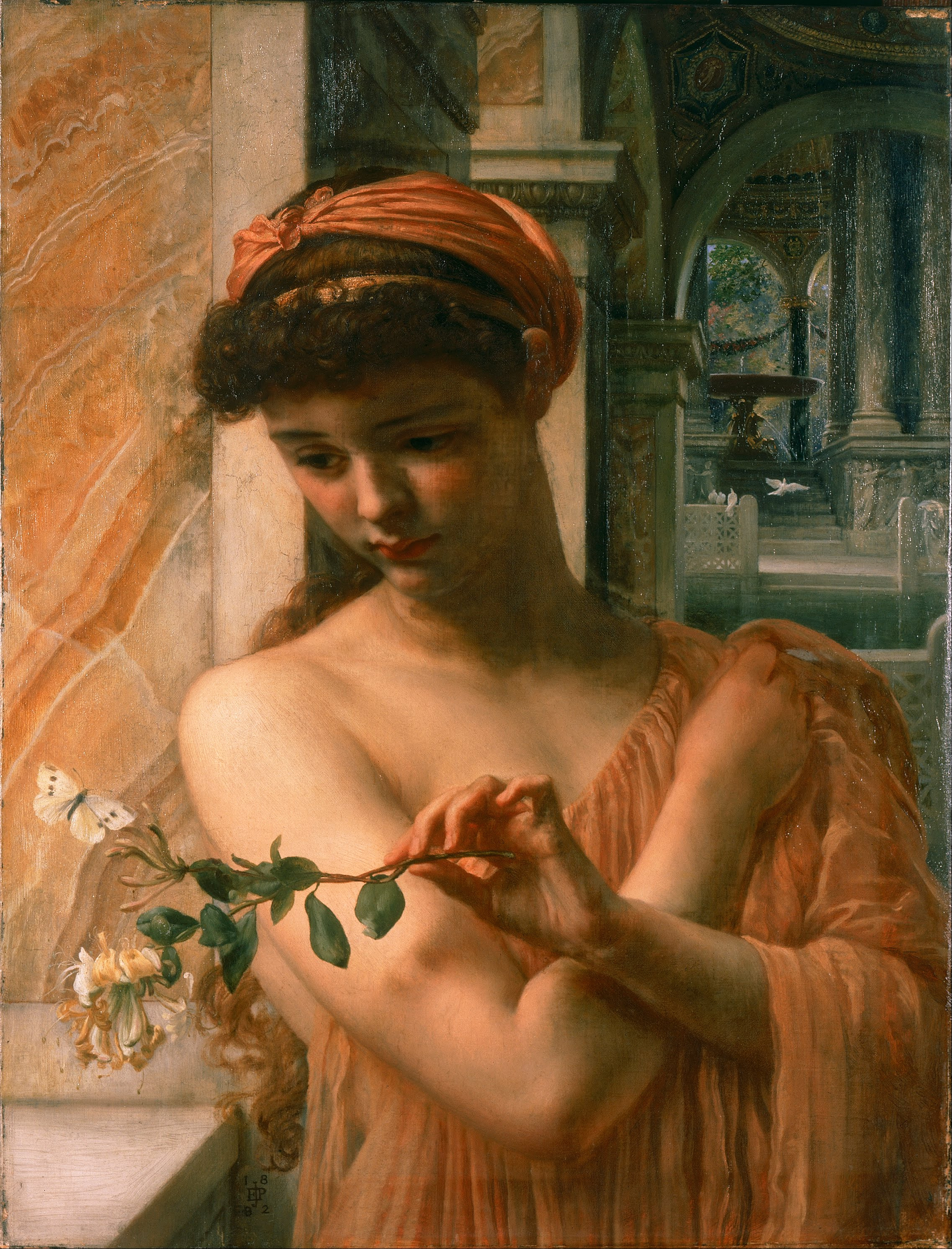
Psyche in the Temple of Love
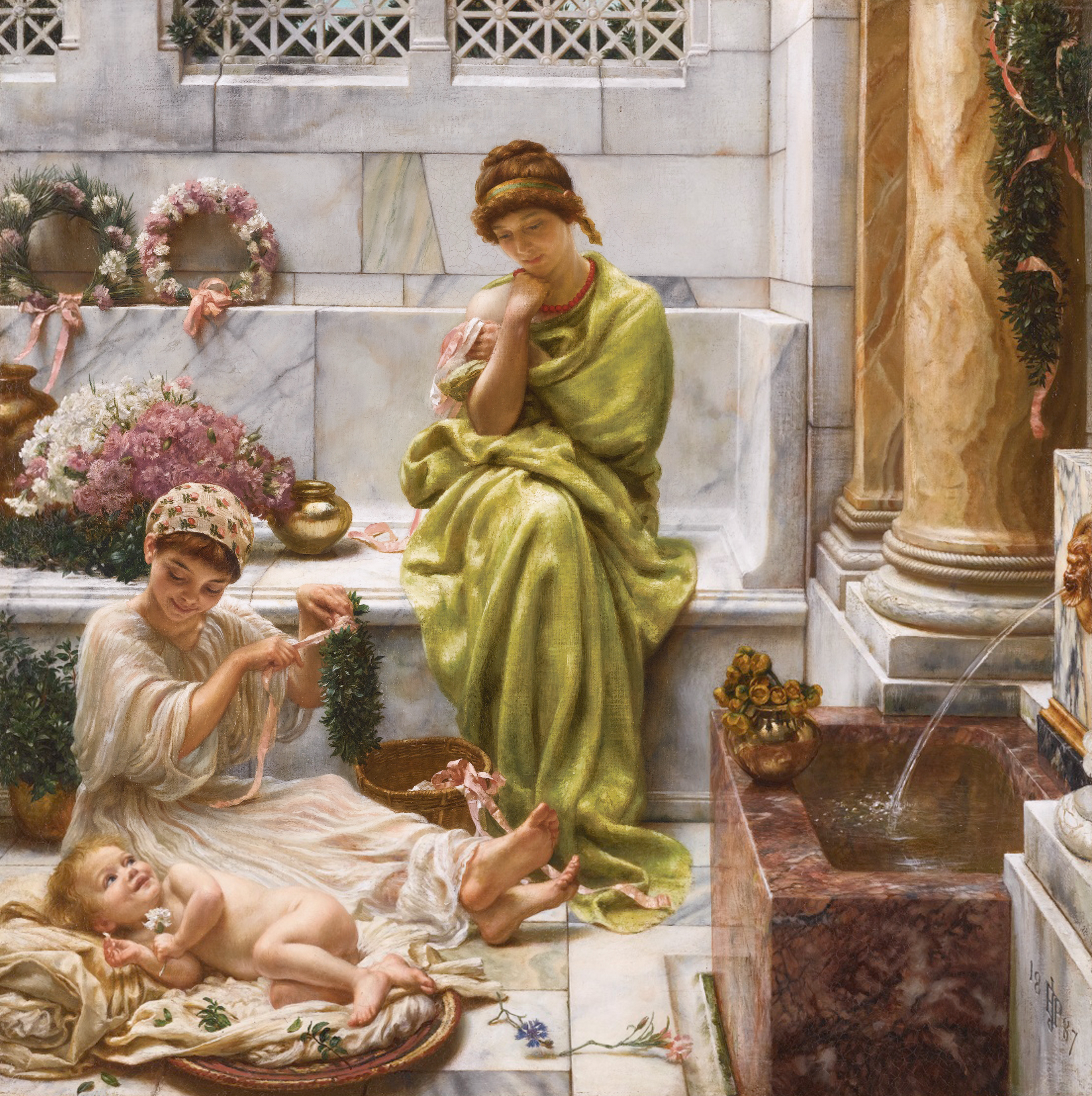
Corner of the Marketplace (1887)
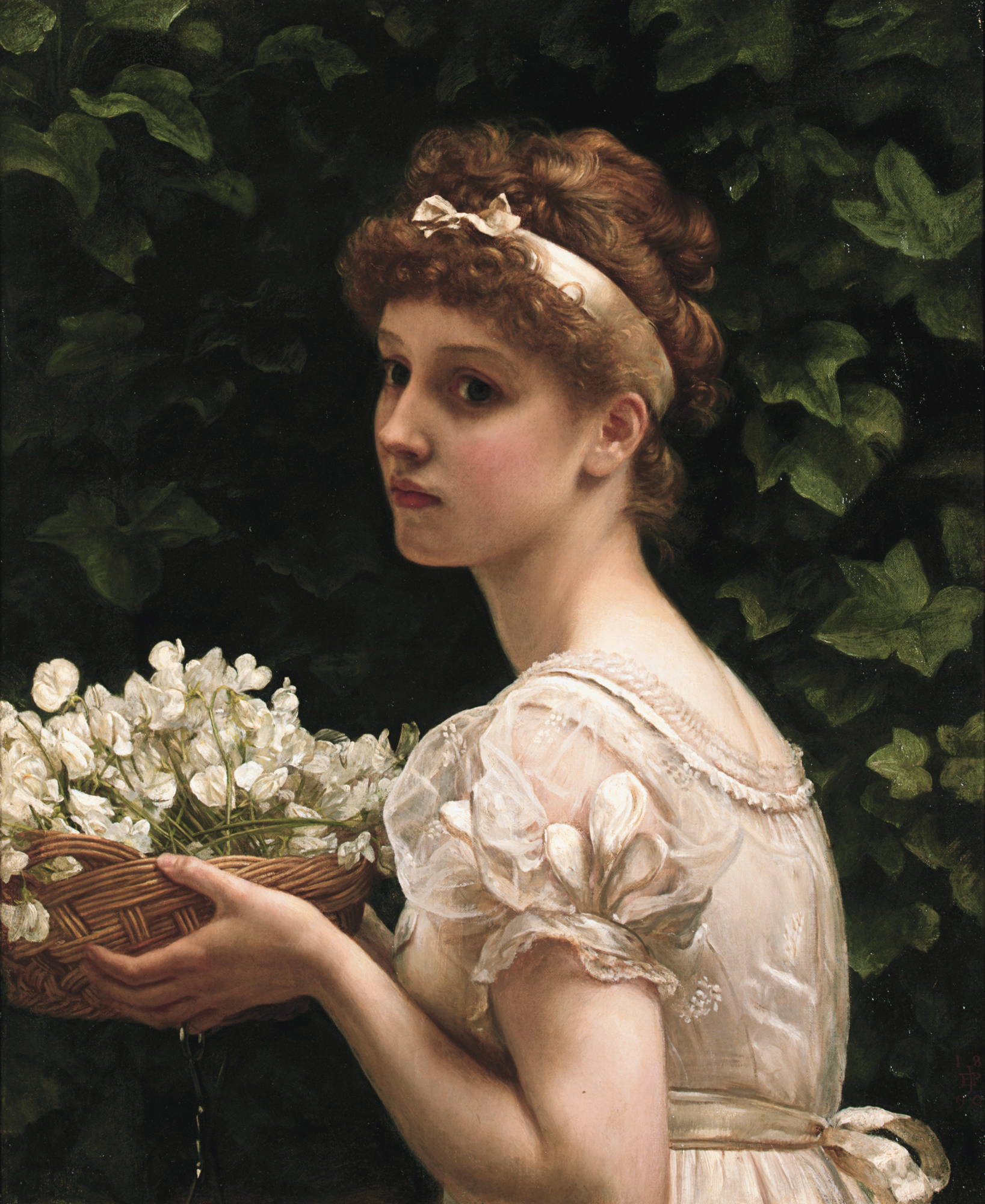
Pea Blossoms
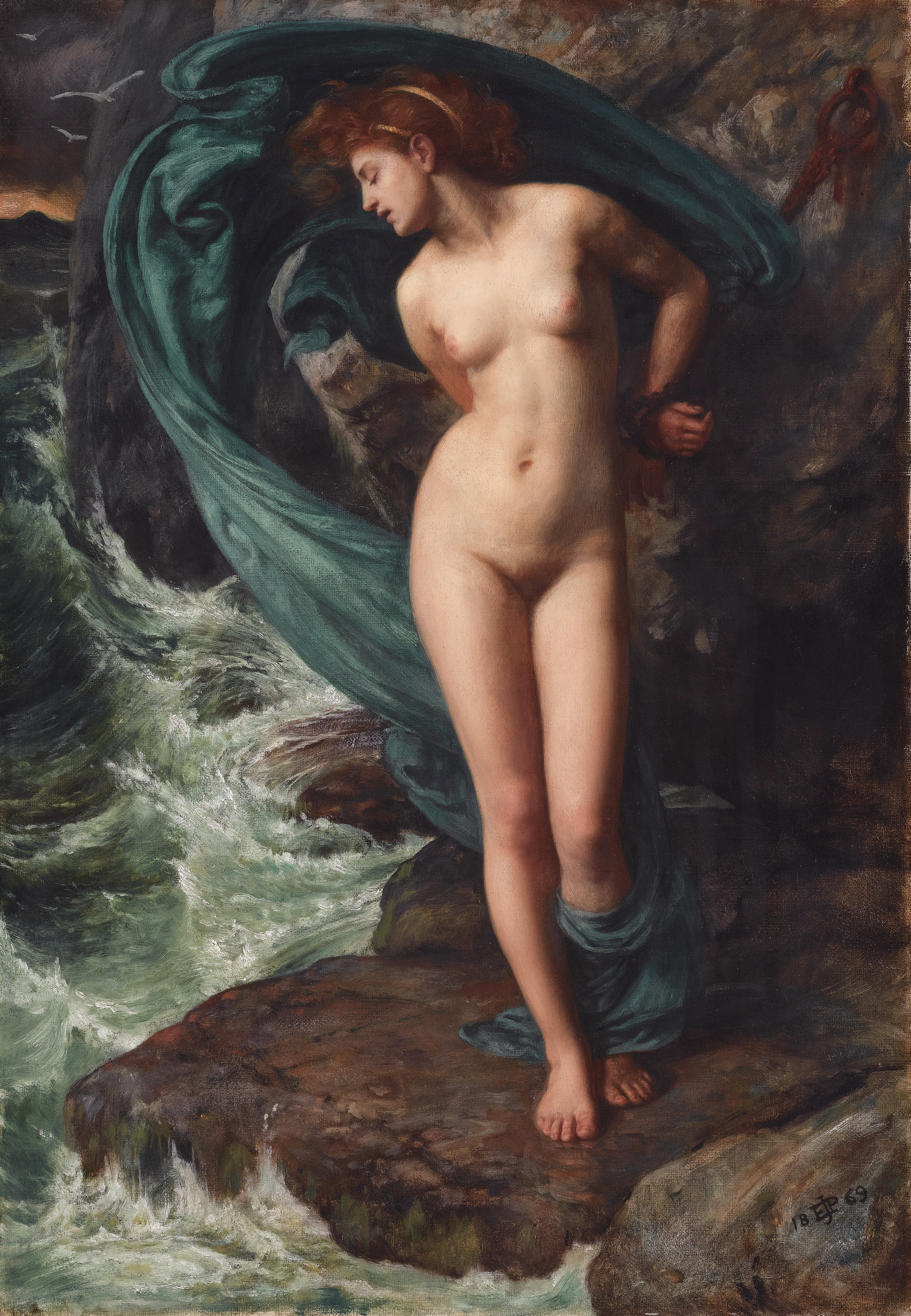
Andrômeda (1869)